# Francisco Xavier Craveiro Lopes
Francisco Xavier Craveiro Lopes, mais conhecido apenas como Francisco Xavier Lopes (Campo Maior, 10 de maio de 1814 — Lisboa, 01 de maio de 1883), foi um militar luso-brasileiro, bisavô do presidente de Portugal Francisco Craveiro Lopes (1951–1958).

## Vida
Francisco nasceu em 10 de maio de 1814 em Campo Maior, no Estado do Brasil, filho de Higino Xavier Lopes e Francisca Eufrásia Craveiro. No Reino de Portugal, em 22 de setembro de 1832, sentou praça como voluntário no Regimento de Artilharia n.º 1, sendo promovido a cadete, naquela mesma data, por estar habilitado com o curso do Real Colégio Militar. Entre 24 de julho de 1833 até à Convenção de Evora Monte tomou parte nas Guerras Liberais, lutando em 5 e 14 de setembro e 10 e 11 de outubro nas Linhas de Lisboa. Em 14 de dezembro, foi promovido a segundo tenente supranumerário para o Batalhão de Artilharia N.º 2.